# Buławka obcięta

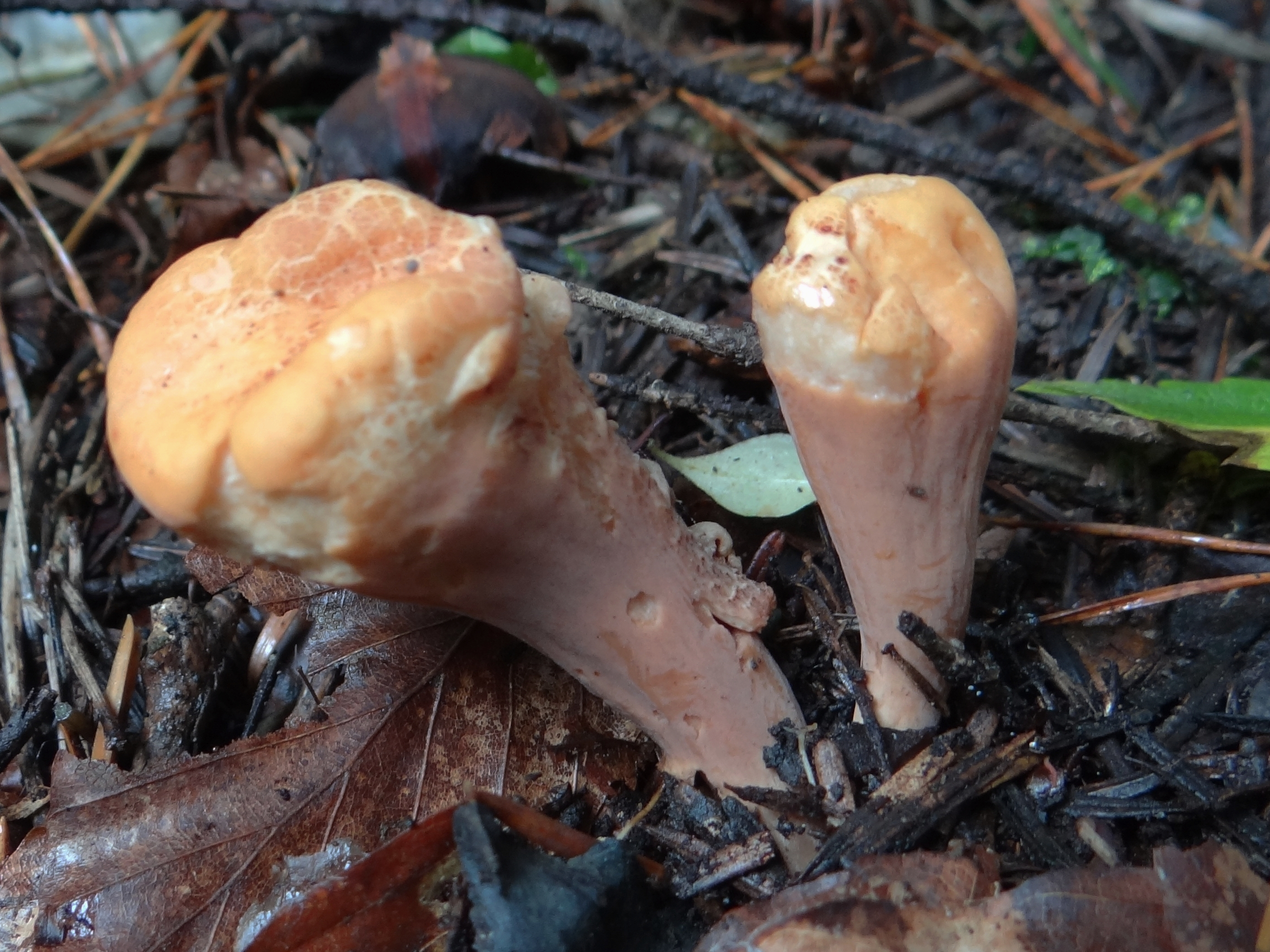

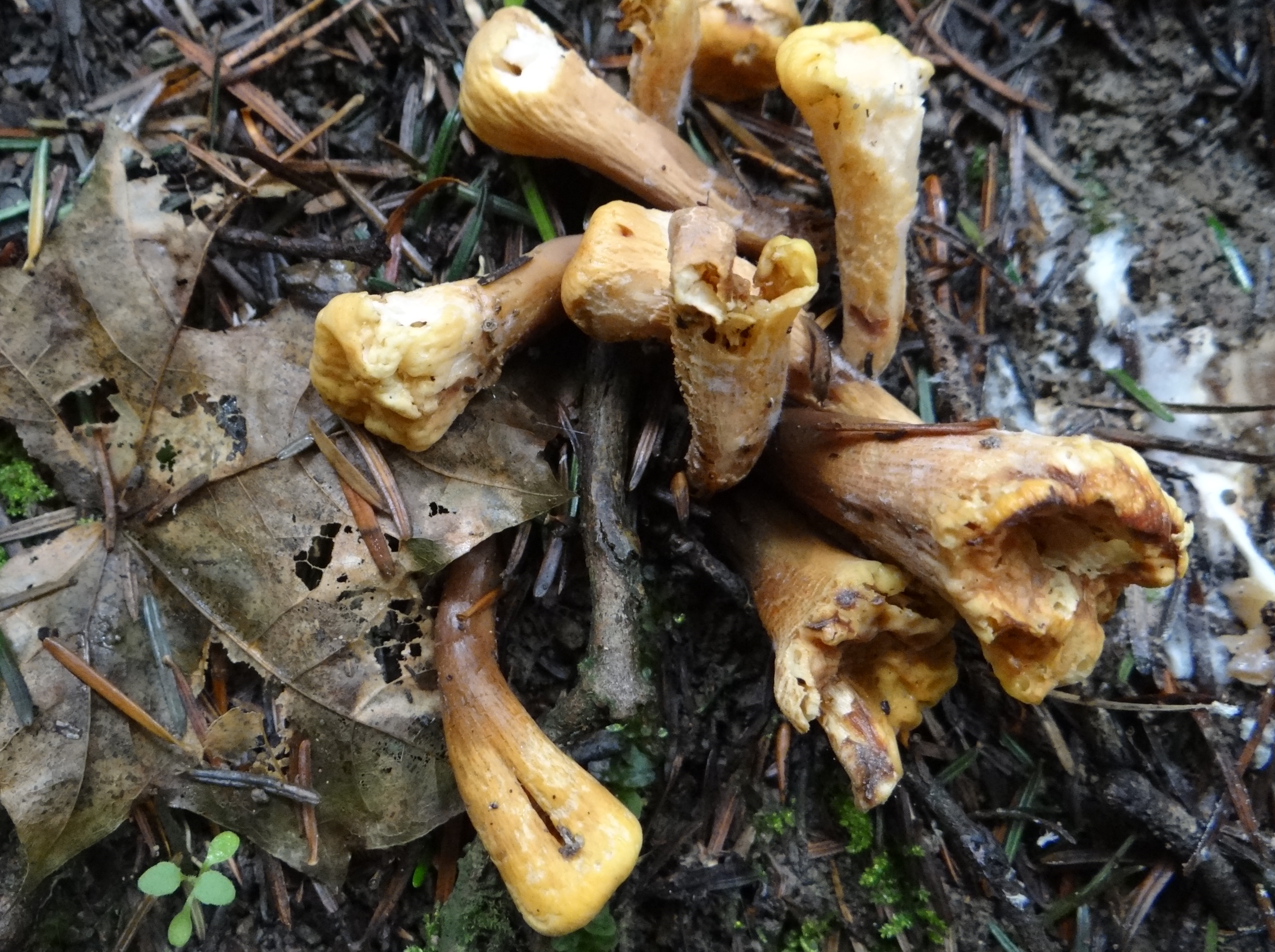
Starsze okazy

Buławka obcięta (Clavariadelphus truncatus Donk) – gatunek grzybów należący do rodziny buławkowatych (Clavariadelphaceae).

## Systematyka i nazewnictwo
Pozycja w klasyfikacji według Index Fungorum: Clavariadelphus, Clavariadelphaceae, Gomphales, Phallomycetidae, Agaricomycetes, Agaricomycotina, Basidiomycota, Fungi.
Nazwę polską podali Barbara Gumińska i Władysław Wojewoda w 1983. W polskim piśmiennictwie mykologicznym gatunek ten opisywany był też (przez tych samych autorów) jako buławnik obcięty. Synonimy naukowe:

- Clavaria pistillaris var. umbonata Peck 1900
- Clavaria truncata Quél. 1886
- Clavaria truncata Lovejoy 1910
- Clavariadelphus borealis V.L. Wells & Kempton 1968
- Clavariadelphus lovejoyae V.L. Wells & Kempton 1968
- Clavariadelphus truncatus var. atrobrunneus Corner 1950
- Clavariadelphus truncatus var. lovejoyae (V.L. Wells & Kempton) Corner 1970
- Clavariadelphus truncatus Donk 1933 var. truncatus
- Clavariadelphus truncatus var. umbonatus (Peck) Methven 1990
- Craterellus pistillaris Fr. 1838
- Trombetta pistillaris (Fr.) Kuntze 1891[3].

## Morfologia
Owocnik
Wysokość 5–15 cm, grubość u podstawy 1–2 cm, u góry 3–6 cm. Kształt młodych okazów maczugowaty, powierzchnia gładka. U starszych kształt jeszcze silniej maczugowaty, wierzchołek obcięty, płaski lub płytko wklęsły (jak gdyby lejkowaty) i zazwyczaj rozdarty na brzegu, a powierzchnia podłużnie pomarszczona i mózgowato pofałdowana. Barwa młodych owocników żółtoochrowa, z pomarańczowymi, mięsnoczerwonymi odcieniami, u starszych ciemniejsza – pomarańczowa, na koniec fioletowawa.
Hymenofor
Pokrywa całą zewnętrzną powierzchnię owocnika.
Miąższ
U młodych owocników włóknisty i białawy, u starszych watowaty i jasnoochrowy. Po przecięciu zmienia barwę na brązowofioletową. Ma słaby zapach i gorzkawy smak.
Wysyp zarodników
Biały. Zarodniki elipsoidalne, bezbarwne, z żółtawymi kroplami, o średnicy 10–13(16) × 5–7(10) µm. Podstawki czasem 2-zarodnikowe.

## Występowanie
Występuje w Ameryce Północnej, Europie oraz Maroku. W Polsce jest rzadki. Do 2021 r. podano jego 18 stanowisk. Znajduje się na Czerwonej liście roślin i grzybów Polski, w 2006 r. miał status E – gatunek wymierający. Znajduje się na listach gatunków zagrożonych także w Belgii, Anglii, Niemczech, Słowacji. W Polsce w latach 1995–2004 roku objęty był ochroną częściową, w latach 2004–2014 ochroną ścisłą, a od roku 2014 – ponownie ochroną częściową.
Rośnie na ziemi w lasach iglastych, szczególnie w górskich lasach świerkowych na podłożu wapiennym. Owocniki wytwarza od sierpnia do listopada.
Naziemny grzyb mykoryzowy tworzący symbiozę z drzewami iglastymi. Grzyb niejadalny.

## Gatunki podobne
Ze względu na charakterystyczny, obcięty wierzchołek jest to gatunek łatwy do odróżnienia. Jedynie młode owocniki można pomylić z buławką pałeczkowatą (Clavariadelphus pistillaris) lub buławką spłaszczoną (Clavariadelphus ligula). Podobny jest też młody siatkoblaszek maczugowaty (Gomphus clavatus), jednak na zewnętrznej powierzchni ma listewkowaty hymenofor.